# فهرست نام‌های ایرانی
فهرستی از نام‌های ایرانی که برای نام‌گذاری افراد به کار می‌رود. در این فهرست تنها آن دسته از نام‌ها که ریشه‌ای از زبان‌های ایرانی‌تبار دارند آمده است.

## نام‌های پسران

### آ
- آتش
- آبتین
- آراز (نام لُری به معنای بعض)
- آترین
- آتورپات
- آذرخش
- آذرمه
- آرتین
- آراد
- آدرین
- آرین
- آرتا
- آرتان
- آرش
- آرشام
- آرمان
- آروین
- آریا
- آریابان
- آریانا
- آریوبرزن
- آزاد
- آزرمگان
- آلان
- آوه
- آویژه
- آیین‌گشسب
- آریو
- آریافر
- آریامن
- آریامنش
- آریامهر
- آریان

### ا
- اخگر
- ارخشا
- اَرسام (نام لُری)[توضیح ۱]
- اُرُد
- اردشیر
- اردوان[توضیح ۲]
- ارژنگ
- ارس
- ارشا
- آرشام
- اَرَشک
- ارمایل
- اروند
- اژدر
- اسفندیار
- اشک
- اشکان
- اشکبوس
- افراسیاب
- افشار[توضیح ۳]
- افشین
- البرز[توضیح ۴]
- الوند
- امید
- انوش
- انوشیروان
- اورمزد
- اورنگ
- ایرج
- ایشتوویگو

### ب
- بابک
- باربد
- بامداد
- بامین
- بامشاد
- بردیا (نام لُری)[توضیح ۵]
- بازیار (نام لُری)[توضیح ۶]
- به‌آیین
- بهبد
- بهرام
- بهمن
- بهمنش
- بیژن
- بهروز
- بهراد
- بهرنگ
- بهزاد
- بهشاد
- بهنام
- برسام
- برزو[توضیح ۷]
- برنا
- برزن
- برومند
- برزین
- بهداد

### ت
- تیام (نام لُری)[توضیح ۸]
- تیرداد
- تهماسب
- تهمتن
- تهمورث
- تورج
- تابان

### ج
- جاماسب
- جاوید
- جمشید
- جهانگیر
- جهان‌بخش
- جهانشاه
- جهاندار
- جهان

### خ
- خداداد
- خدابخش
- خدایار
- خسرو
- خشایار
- خوبیار
- خورشید

### د
- دارا
- دادویه
- دایار (نام لُری)[توضیح ۹]
- دامون[توضیح ۱۰]
- دانوش
- دانو
- داراب
- داریوش
- دیاکو

### ر
- رادین
- رامبد
- رامین
- رامتین
- رخشان
- رستان
- رشنواد
- روزبه
- رادمان
- رادمهر
- رامان
- رایان[توضیح ۱۱]
- رایکا[توضیح ۱۲]
- رها
- رهام
- راد
- رستم
- ریونیز[توضیح ۱۳]
- ریکا[توضیح ۱۴]

### ز
- زاب
- زانا
- زال
- زامیاد
- زاوش
- زرتشت
- زردشت
- زانیار (نام کردی)[توضیح ۱۵]
- زند (نام ایلی از لرها)
- زوبین
- زربال
- زرفام

### ژ
- ژوبین
- ژیار
- ژیوار
- ژیوان
- ژیهات
- ژیان
- ژوناس

### س
- سیروان (نام کردی)[توضیح ۱۶]
- ساسان
- سامان[توضیح ۱۷]
- سام[توضیح ۱۸]
- سروش[توضیح ۱۹]
- سپهر[توضیح ۲۰]
- سپنتا
- سورن
- سورنا[توضیح ۲۱]
- سوشیانت
- سوشیانس
- سهراب
- سهند[توضیح ۲۲]
- سیامک
- سیاوش[توضیح ۲۳]
- سیروس
- سینا

### ش
- شادمهر
- شروین[توضیح ۲۴]
- شراگیم[توضیح ۲۵]
- شاپور
- شایا
- شایان
- شاهرخ
- شاهین
- شباهنگ
- شهرام
- شاهکام
- شهراد
- شهاب
- شهرداد
- شهریار
- شهروز
- شیرزاد
- شیرنگ
- شهیار
- شهبد
- شهنام
- شوپه[توضیح ۲۶]
- شیریزدان

### ف
- فربد
- فرزان
- فرسا
- فرامرز
- فرزاد
- فرزام
- فرزین
- فردین
- فرداد
- فرود
- فرورتیش
- فرمان
- فرهنگ
- فریبرز
- فرناد
- فرهاد
- فرنام
- فرهام
- فرهود
- فروهر
- فیروز
- فرشاد
- فرشید
- فرخ
- فرخزاد
- فربد
- فهام
- فریاد

### ک
- کوروش
- کارن[توضیح ۲۷]
- کامبیز
- کامران
- کامشاد
- کامیار
- کاوه
- کاووس
- کنارنگ
- کورس
- کورش
- کیانوش
- کیارش
- کیاوش
- کیا
- کیان
- کیوس
- کوشا
- کیخسرو
- کیقباد
- کیکاووس
- کیوان
- کیومرث
- کیوس[توضیح ۲۸]

### گ
- گرگین
- گستهم
- گیو
- گودرز
- گَرسیوَز
- گرشاسب
- گشتاسب
- گلینوش
- گرشا[توضیح ۲۹]

### ل
- لهراسب

### م
- مهدیار
- مازیار[توضیح ۳۰]
- ماکان[توضیح ۳۱]
- مانی
- ماهان
- مرداس
- مرزبان
- مهرگان[توضیح ۳۲]
- مرداویج[توضیح ۳۳]
- مزدک
- مکابیز
- منوچهر
- مهبد
- مهداد
- مهرداد
- مهرزاد
- مهرشاد
- مهران[توضیح ۳۴]
- مهزاد
- مهراب
- مهرشاد
- مهزیار
- مهیار[توضیح ۳۵]
- مهرنگ
- میلاد

### ن
- نرمن
- نریمان
- نکیسا (نگیسا)
- نوید
- نیما[توضیح ۳۶]
- نوژن
- نوذر
- نیاسا

### و
- وارش[توضیح ۳۷]
- ونداد[توضیح ۳۸]
- وندیداد
- وهومن (باستانی‌بهمن)
- ویَشار[توضیح ۳۹]

### ه
- هیرمان (نام لُری)[توضیح ۴۰]
- هامون
- هودین
- هرمز
- هورمزد
- هِنارَس (نام لُری)[توضیح ۴۱]
- هومن
- هوشنگ
- هوتن
- هومان
- هوشیار
- هورداد
- هیربد

### ی
- یاور
- یزدگرد
- یزدان
- یادگار

## نام‌های دختران

### آ
- آبگینه
- آبنوس
- آتنا
- آتوسا[توضیح ۴۲]
- اختر
- آذر[توضیح ۴۳]
- آذرافروز[توضیح ۴۴]
- آذرگون[توضیح ۴۵]
- آزرمیدخت
- آذرنوش[توضیح ۴۶]
- آذین
- آرا
- آرام
- آرتمیس
- آرزو
- آرمانا
- آرمیتا
- آرمیتی
- آریانا
- آریادخت
- آریانوش
- آرینا
- آزاده
- آسا: مانند
- آسانا
- آستیاژ
- آفتاب
- آفرین
- آگرین
- آلا
- آلاء
- آلاله[توضیح ۴۷]
- آناهیتا[توضیح ۴۸]
- آندریا
- آنوشا
- آوا[توضیح ۴۹]
- آوید
- آویده
- آویزه
- آویسا
- آوین
- آوینه
- آهو

### ا
- ابریشم
- اختر[توضیح ۵۰]
- ارغوان[توضیح ۵۱]
- اَسپاکو
- اروشا
- افروز
- افروغ
- افسانه
- افسر
- افسون[توضیح ۵۲]
- افشان
- افشار
- آرتمیس[توضیح ۵۳]
- اومَتی[توضیح ۵۴]
- امتیس[توضیح ۵۵]
- امیتیس[توضیح ۵۶]
- اناهید
- اندیشه
- انوشه[توضیح ۵۷]
- ایران
- ایرانا[توضیح ۵۸]
- ایرانو[توضیح ۵۹]
- ایرانیک
- ایرمن
- ایریانا[توضیح ۶۰]
- ایران بانو
- ایراندخت
- ایلدا (نام لُری)[توضیح ۶۱]

### ب
- بانو[توضیح ۶۲]
- بنفشه[توضیح ۶۳]
- بهار
- بهاران
- بهاره[توضیح ۶۴]
- بهارک[توضیح ۶۵]
- بهدیس
- بهدخت
- بهرخ
- بهشید
- بهناز[توضیح ۶۶]
- بهنوش
- بوسه
- بیتا[توضیح ۶۷]
- باران

### پ
- پائیزه
- پارمیس
- پدیده
- پرتو
- پردیس
- پرستو
- پرند
- پرنیا
- پرنیان
- پروانه
- پروین
- پری
- پریا
- پریچهر
- پریدخت
- پریرو
- پریزاد
- پریسا
- پریشاد
- پریماه
- پریناز
- پریوش
- پگاه
- پوپک
- پوران
- پوران
- پوراندخت
- پوری
- پونه
- پژهان
- پیمانه
- پرنیان
- پارمیدا
- پادینا

### ت
- تیارا (نام لُری)[توضیح ۶۸]
- تیاناز (نام لُری)[توضیح ۶۹]
- تیدا (نام لُری)[توضیح ۷۰]
- تابنده
- ترانه
- ترسا
- ترمه
- ترنه
- تهمینه
- تیشتر
- تیر
- ترنگ[توضیح ۷۱]
- توراندخت
- توسکا[توضیح ۷۲]
- تینا
- تینار[توضیح ۷۳]
- تیکا[توضیح ۷۴]

### ج
- جوانه
- جوان

### چ
- چکامه

### خ
- خجسته
- خورشید
- خوروَش

### د
- دانه
- دُرّی
- دریا
- دلارا
- دلارام
- دلبر
- دلکش[توضیح ۷۵]
- دلوسه[توضیح ۷۶]
- دوکا
- دینا

- دلبین * دادآفرید * دادخت * دالیا
- دالیه * دالاهو * دامور * دامینه
- دیانوش * دایا * دخت میتر * دخمل
- درادیس * درخشا * دردانه * درسا
- درنا * درناز * دربار dorbaar * دره dorreh
- دریا * دل آسای * دل‌آرا * دلارام
- دل‌انگیز * دل آویز * دلبر * دلبند
- دلپذیر * دلپسند * دلخواه * دلدار
- دلربا * دلستان * دلشاد * دلکش
- دلگشا * دلناز * دلنشین * دلنواز
- دلیجان * دلینا (گل) * دمیتر demitr
- درسین dorsin * درجان  dorjaan * دومارا (خیلی زیبا)
- دومارینا (پیروزی) * دوماریانا (گل امید) * دونا
- دهما (پارسا) * دی بانو * دی دخت * دیده
- دینا (زیبا) * دیهیم

### ر
- رامش
- راژین
- راشر
- رامینا
- رسا
- رها
- رهام
- روان
- رود
- رودابه
- روجا[توضیح ۷۷]
- روشنک
- روناک[توضیح ۷۸]
- رؤیا
- رکسانا
- روژین[توضیح ۷۹]
- روژینا
- ریرا[توضیح ۸۰]

### ز
- زری
- زرین
- زرین‌دخت
- زَنوِر
- زِنوار
- زویا
- زیبا
- زینا
- زیوار
- زیور

### ژ
- ژاله
- ژرفا
- ژیلا
- ژینر
- ژینا

### س
- سارک
- سارینا[توضیح ۸۱]
- ساغر
- ساناز
- سایه
- سپیده
- ستاره
- ستوده
- سرگل
- سروناز
- سمانه
- سودابه
- سوری
- سوزان
- سوسن
- سوگل
- سوگند[توضیح ۸۲]
- سیما
- سیمین

### ش
- شاپرک
- شاپری
- شادان
- شادی
- شانا
- شانار
- شایسته
- شبره
- شبنم
- شرمینه
- شکیبا
- شمیلا
- شمیم
- شهپر
- شهربانو
- شهرخ
- شهربانو
- شهرزاد
- شهرناز
- شهره
- شهناز
- شهین
- شوکا[توضیح ۸۳]
- شقایق
- شکوفه
- شکوه
- شکیلا
- شیدا
- شیده
- شیرین
- شیرین‌بانو
- شیفته
- شیلا
- شیما
- شیوا
- شورانگیز

### غ
- غمزه
- غنچه

### ف
- فاختک
- فرانک
- فرشته
- فروزنده
- فروغ
- فرنیا[توضیح ۸۴]
- فریبا
- فریما
- فرین
- فریناز
- فوژان
- فیروزه
- فریماه
- فرنوش

### ق
- قشنگ

### ک
- کاساندان[توضیح ۸۵]
- کتایون
- کمند
- کرانه
- کشور
- کیان
- کیانا
- کیجا[توضیح ۸۶]
- کیمیا
- کیهانه

### گ
- گردآفرید
- گلاره
- گلاوژ
- گل‌افروز
- گل‌اندام
- گلبانو
- گلبهار
- گلابتون
- گلبیز
- گلپا
- گلپری
- گلپونه
- گلتاج
- گلتن
- گلرخ
- گلرو
- گلشن
- گلشید
- گلشیفته
- گلمیس
- گلنار
- گلناز
- گلنوش
- گل‌ورچین[۱]
- گلی
- گوهر
- گوهرشاد
- گیتا
- گیتی
- گیسو
- گیلا
- گیلان

### ل
- لُردا (نام لُری)[توضیح ۸۷]
- لادن
- لاله
- لاله‌رخ

### م
*مهدیه
- مازون
- مامک
- مانا
- ماندان
- ماندانا
- مانلی
- ماتیسا[توضیح ۸۸]
- ماه‌پری
- ماهتو
- ماه‌چهر
- ماهدخت
- ماه‌برزین
- ماهنوش
- ماه‌جهان
- ماهزاد
- ماهک
- ماه‌تی‌تی[توضیح ۸۹]
- مرجان
- مرجانه
- مروارید
- مژده
- مژگان
- مسل
- مستانه
- مشکان‌دخت
- مشکین‌دخت
- مونا
- منیژه
- مهتا
- مهتاب
- مهدخت
- مهدیس
- مهرآذر
- مهرا
- مهراد
- مهراب
- مهرانگیز
- مهرانه
- مهربانو[توضیح ۹۰]
- مهرخ
- مهرریز[۲]
- مهرسا
- مهروا
- مهرک
- مهری
- مهزاد
- مهسا
- مهستی
- مهشید
- مهکامه
- مهناز
- مهنوش
- مهکامه
- مهین
- موژان
- میترا
- میخک
- میگل
- میشکا[توضیح ۹۱]
- مینا
- مینو

### ن
- نازآفرین
- نازگل
- نازنین
- نازیلا
- ناژیلا
- ناژین
- ناهید
- نرگس
- نرمین
- نسترن
- نسرین
- نگار
- نگین
- نهال
- نوا
- نوش‌آفرین
- نوشزاد
- نوشین
- نیلوفر
- نیکو
- نیکی
- نیکسا
- نیشا
- نیوشا=شنونده

### و
- ویس
- ویدا[توضیح ۹۲]
- وِنو (نام لُری)[توضیح ۹۳]

### ه
- هیلناز (نام لُری)[توضیح ۹۴]
- هستی
- هما
- هنگامه
- هاویر (نام لُری)[۳]

### ی
- یارا
- یاس
- یاسَمَن
- یگانه
- یکتا
- یسنا

## توضیحات و معنای اسامی
1. ↑  نام لُری به معنی اشک هایم
2. ↑  نام طبری (مازندرانی) ریس گارد سلطنتی خشایارشا بود زادگاه او ورکانه (گرگان امروزی) بود
3. ↑  شریک، رفیق، نام یک سلسله پادشاهی ایران
4. ↑  نام مازندرانی (نام رشته کوه‌های شمال ایران) اَل به معنی: عقاب البرز یعنی جایگاه عقاب
5. ↑  (نام لُری به معنای سخت و محکم، استوار)
6. ↑  نام لُری به معنای کشاورز، دِروگر
7. ↑  (معنی: قد بلند) (مترادف امروزی آن در لری بَرز، بَرزول به معنای بلند، مرتفع) (پارسی کهن)
8. ↑  نام لُری، به معنای چشم‌هایم
9. ↑  نام لُری (به معنی یار مادر)
10. ↑  نام مشترک در گیلکی و طبری و لری (مازندرانی) به معنی:جنگل
11. ↑  هم‌ریشه با واژه رایانه از مصدر رایانیدن به معنای اندیشیدن. بن ماضی: رایانش. بن مضارع:رآی (رایان:اندیشمند، متفکر، باهوش)
12. ↑  نام گیلکی (گیلانی) به معنای دوست داشتنی، محبوب است.
13. ↑  (دهخدا:نام پسر کیکاوس و داماد طوس) (فردوسی:جز از ریونیز آن گو تاجدار---سزد گر نباشد یک اندر شمار)
14. ↑  نام مازندرانی/تبری. به معنای پسر
15. ↑  نام کردی به معنی دانا
16. ↑  نام کردی
17. ↑  نظم و ترتیب
18. ↑  نام یکی از پهلوانان شاهنامه
19. ↑  [فرشته] پیام رسان، گاهی به جبریل اشاره دارد.
20. ↑  آسمان
21. ↑  نام سردار پارتی
22. ↑  پایدار و استوار
23. ↑  نام یکی از شاهزادگان ایرانی که در شاهنامه آمده است
24. ↑  نام مازندرانی (از اسپهبدان طبرستان)
25. ↑  با کسره: مانند شیر (شیر به مازندرانی:شِر) نام پسر نیما یوشیج (شِرآگیم یوشیج). نام یکی از اسپهبدان تبرستان در دوران ساسانی
26. ↑  نام مازندرانی شو به معنی: شب و په به معنی:نگهبان یا مراقب (در شالیزارهای مازندران سازه‌ای چوبی قرار می‌دهند به نام نپار تا فرد شب در آنجا نگهبان شالیزار باشد برای امان ماندن از حیوانات وحشی همانند خوک)
27. ↑  نام مازندرانی (خاندان کارن طبرستان)
28. ↑  نام اصیل ایرانی (فارسی و مازندرانی/تبری)، دارای پیشینه تاریخی منسوب به دوره ساسانیان منتصب به شاهنشاه کاواد/قباد (قباد یکم). نام کیوس گوران شاعر ایرانی اهل مازندران
29. ↑  نام مازندرانی به معنی پادشاه کوه و کوهستان
30. ↑  نام مازندرانی (نام سردار طبری)
31. ↑  نام سردار دیلمی (نام مشترک در گیلکی و تبری)
32. ↑  برتخت نشستن فردیدون شاه پیشدادی بعد از شکست ضحاک مصادف بود با اول مهرماه از جشن‌های ایران باستان
33. ↑  بنیانگزارسلسله زیاریان (نام مشترک در گیلکی/تبری)
34. ↑  نام مشترک در (فارسی/تبری) یکی از هفت خاندان ممتاز ایران باستان مرکز حکومت آنها ری و طبرستان بود
35. ↑  نام مشترک در (فارسی /تبری) در زبان طبری به معنی یار یا همراه من می‌باشد
36. ↑  نام مشترک در فارسی و تبری در زبان طبری فعل نیامدن یا کماندار می‌باشد نام نیما یوشیج پدر شعر نو فارسی
37. ↑  نام مازندرانی (تبری)، به معنای باران (بارش). "ب" در گویش تبری تبدیل به "و" می‌شود. برای مثال: بارش=وارش (مازنی)، برف=ورف (مازنی)
38. ↑  نام مازندرانی (از اسپهبدان طبرستان)
39. ↑  نام مازندرانی (تبری) به معنی: بیدار یا هوشیار
40. ↑  نام لُری، به معنای به یاد ماندنی
41. ↑  نام لُری به معنای فریاد رِس
42. ↑  نام یک شاهزاده ایرانی، به معنی دارندهٔ ران فربه و زیبا
43. ↑  آتش، نهمین ماه ایرانی
44. ↑  نام پسر مهرنوش پسر اسفندیار
45. ↑  نام گلی به رنگ سرخ
46. ↑  پاک دین
47. ↑  نام گل
48. ↑  الهه آب
49. ↑  نغمه، صدا
50. ↑  ستاره
51. ↑  نام درختی که گل و شکوفه سرخ رنگ می‌دهد
52. ↑  طلسم و جادو
53. ↑  یکی از خدایان یونان
54. ↑  (دختر هووخشتره شاهنشاه ایران و همسر بخت‌النصر دوم، که باغ‌های معلق بابل را برای او ساخت)
55. ↑  (یونانی‌شدهٔ نام ایرانی «اومتی»)
56. ↑  (یونانی‌شدهٔ نام ایرانی «اومتی»)
57. ↑  خوشبخت
58. ↑  به معنای ای ایران. ایران+حرف ندای آ=ای ایران
59. ↑  به معنای ایران نوین. ایران+نو=ایران نوین، ایران جدید. (ایران پسین=فرزند پسین/آخرین/کوچکتر)
60. ↑  (نام دختر شاهزاده سابق پهلوی، علیرضا پهلوی (دوم)، پسر محمدرضا پهلوی برادر ولیعهد سابق رضا پهلوی (دوم))
61. ↑  نام لُری، به معنای مادر ایل
62. ↑  خانم، متشخص، زن مجرد
63. ↑  نام گل
64. ↑  آورنده بهار
65. ↑  بهار کوچک
66. ↑  دارنده بهترین ناز
67. ↑  بی نظیر
68. ↑  نام لُری، به معنای چشم آرا
69. ↑  نام لُری، به معنای چشم‌های ناز
70. ↑  نام لُری، به معنای چشم مادر
71. ↑  نام مازندرانی به معنی: قرقاول می‌باشد
72. ↑  نام مازندرانی (مربوط به تبری باستان). نام نوعی درخت در جنگل‌های شمال ایران و به‌ویژه مازندران.
73. ↑  نام مازندرانی (تبری) تی تی به معنی:شکوفه و نار مخفف انار در زبان تبری به معنی شکوفه انار می‌باشد
74. ↑  نام مازندرانی (تبری)، نام یک پرنده بومی در شمال ایران به‌ویژه استان مازندران.
75. ↑  نام مازندرانی به معنی: دلنشین
76. ↑  نام مازندرانی به معنی:دل‌انگیز
77. ↑  نام مازندرانی (تبری) به معنی ستاره سرخ دم سحر نام دیوان تبری نیما یوشیج
78. ↑  روشنایی
79. ↑  (=درخشنده و تابناک)(کردی)
80. ↑  نام مازندرانی (از مشهورترین اشعار نیما یوشیج) به معنی پرنده ای شبیه گنجشک
81. ↑  (به معنی پاک و خالص)
82. ↑  به معنی گوگرد، در ایران باستان برای تشخیص گناه‌کار از بی‌گناه به متهم گوگرد می‌خوراندند که اگر زنده می‌ماند، بی‌گناه بود.
83. ↑  نام مازندرانی (تبری) به معنی نوعی آهویی کمیاب
84. ↑  (فر) در فارسی یعنی دارای جلال و شکوه و (نیا) یعنی جد و پدربزرگ و در کل (فرنیا) یعنی (دارنده اصل و نسب و نیاکان بزرگ) و این اسم برای دختران مورد استفاده قرار می‌گیرد
85. ↑  همسر کوروش بزرگ
86. ↑  نام مازندرانی/تبری. به معنای دختر
87. ↑  نام لُری، به معنای مادر لُر
88. ↑  نام مازندرانی (تبری)، به معنای ماه خالی (ماه کامل). ماه+تیسا(=خالی، یکدست، ساده)
89. ↑  نام مازندرانی (تبری)
90. ↑  زن با محبت
91. ↑  نام مازندرانی (تبری)، به معنای گنجشک.
92. ↑  جوینده
93. ↑  نام لُری به معنای بانو
94. ↑  نام لُری، به معنای مو بور و زیبا